# Glyndon (Minnesota)
Glyndon – miasto w Stanach Zjednoczonych, w stanie Minnesota, w hrabstwie Clay.